# Water-polo aux Jeux olympiques d'été de 1960
Navigation
Melbourne 1956 Tokyo 1964
Résultats du tournoi olympique de water-polo aux Jeux olympiques d'été de 1960 à Rome.
| Podiums | Or     | Argent           | Bronze  |
| Hommes  | Italie | Union soviétique | Hongrie |

## Équipes

### Équipe d'Italie
Amedeo Ambron, Danio Bardi, Giuseppe D'Altrui, Salvatore Gionta, Franco Lavoratori, Gianni Lonzi, Luigi Mannelli, Eraldo Pizzo, Rosario Parmegiani, Dante Rossi, Brunello Spinelli, Giancarlo Guerrini, entraîneur : Bandy Zolyomi.

### Équipe d'URSS
Vladimir Semionov, Anatoli Kartashev, Petre Mshvenieradze, Vladimir Novikov, Viktor Ageyev, Givi Chikvanaya, Leri Gogoladze, Yuriy Grigorovskiy, Viacheslav Kurennoi, Boris Goikhman, Evgeni Saltsyn.

### Équipe de Hongrie
Kálmán Markovits László Felkai, András Katona, György Kárpáti, László Jeney, Otto Boros, István Hevesi, Mihály Mayer, Zoltán Dömötör, Dezső Gyarmati, Tivadar Kanizsa, Péter Rusorán.